# Шалимова, Екатерина Владимировна
Екатерина Владимировна Шалимова (род. 1 июня 2000, Санкт-Петербург, Россия) — российская теннисистка, мастер спорта России (2018). Финалистка чемпионата России в одиночном разряде (2024); победительница одиннадцати турниров ITF (3 — в одиночном разряде).

## Биография
Екатерина Владимировна Шалимова родилась 1 июня 2000 года в Санкт-Петербурге, в России.

## Спортивная карьера
В 2019—2023 годах стала победительницей трёх турниров ITF в одиночном разряде.
И в 2017—2024 годах стала победительницей ещё шести турниров ITF в парном разряде.
В конце января 2019 года дебютировала в WTA-туре на St. Petersburg Trophy в парном разряде вместе с Дарьей Мишиной, где они дошли до четвертьфинала турнира и проиграли Анне Калинской и Виктории Кужмовой.

### 2023—2024
В июле 2023 года на Кубке Москвы «Summer Moscow Open» стала финалисткой турнира, в финале проиграв Валерии Ющенко со счётом 4-6, 0-6.
В конце сентября 2024 года в Казани стала финалисткой чемпионата России в одиночном разряде, где она в финале проиграла Анастасии Гасановой со счётом 3-6, 5-7.

## Итоговое место в рейтинге WTA по годам
| Год  | Одиночный рейтинг | Парный рейтинг |
| 2023 | 633               | 714            |
| 2022 | 599               | 508            |
| 2021 | 421               | 555            |
| 2020 | 700               | 529            |
| 2019 | 707               | 346            |
| 2018 | 932               | 846            |
| 2017 | —                 | 1080           |